# Stephane Poulat
Stephane Poulat (Saint-Martin-d'Hères, 8 december 1971) is een Frans triatleet uit Parijs. Hij is tweevoudig Frans kampioen.
Poulat doet aan triatlons sinds 1989. Hij deed in 2004 mee aan de Olympische Spelen van Athene en behaalde een 14e plaats in een tijd van 1:53.51,35.
Hij is aangesloten bij Beauvais Triathlon. Hij is van beroep militair, getrouwd en heeft een zoon genaamd Enzo.

## Titels
- Frans kampioen triatlon olympische afstand - 1997, 1998

## Belangrijkste prestaties

### triatlon
- 1991: 4e WK junioren in Gold Coast
- 1996:  ITU wereldbeker Parijs
- 1996: 22e WK olympische afstand in Cleveland - 1:43.29
- 1997: 8e WK olympische afstand in Perth - 1:50.09
- 1998: 44e WK olympische afstand in Lausanne - 2:01.36
- 1998:  ITU wereldbeker Corner Brook
- 2001:  Frans kampioenschap triatlon
- 2001: 10e WK olympische afstand in Edmonton
- 2003: 5e ITU wereldbeker Funchal
- 2004: 14e Olympische Spelen in Athene - 1:53.51,35
- 2006: 20e WK olympische afstand in Lausanne - 1:54.15
- 2008: 24e Ironman 70.3 Monaco - 4:32.22
- 2009: DNF Ironman 70.3 California
- 2011: 16e WK lange afstand - 5:28.16 (zonder zwemmen)